# 臭氧层空洞

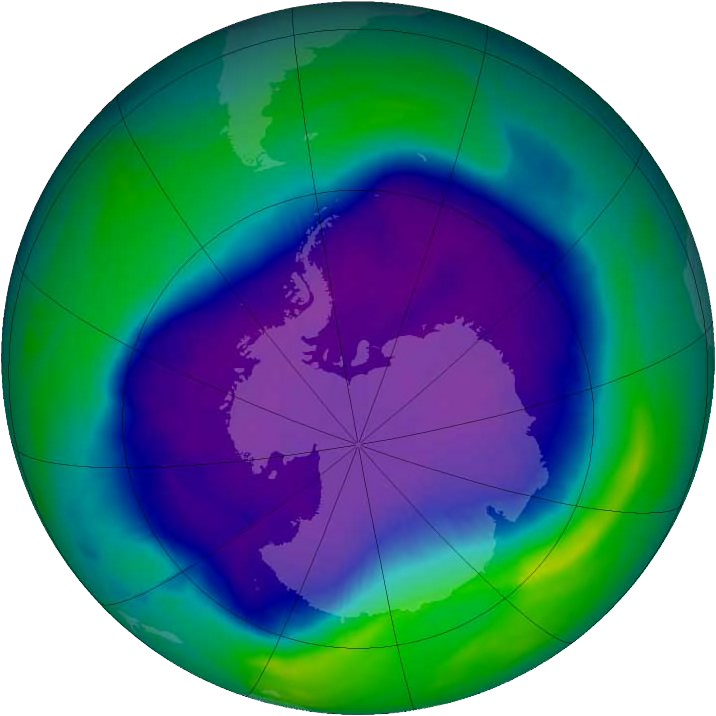
2006年9月测定的南极上空已知最大的臭氧层空洞

臭氧層破洞（英語：Ozone depletion）地球大氣上空平流層（臭氧層）的臭氧從1970年代開始，以每十年4％的速度遞減的一種現象。在兩極地區的部份季節，遞減速度還超過每十年4％，而在春季時連對流層的臭氧也在減少，形成所謂臭氧層破洞。
臭氧被消耗的主要原因是氯化物和溴化物对臭氧分解的催化作用引起的，这些卤素主要来源于地面释放的氟氯烃（CFC），商品名称为氟里昂。
因為臭氧層可以阻擋對生物有害的紫外線（波長為270-315 奈米）進入大氣層，被消耗而稀薄甚至破洞的臭氧層會導致皮膚癌，白內障等疾病患者的增加，並造成一些生物品種（如海洋浮游生物）的滅絕，所以蒙特利爾議定書規定禁止生產氟氯烴等一些能造成臭氧層被消耗的物質。

## 臭氧層產生與被消耗的過程

臭氧循環

臭氧層中有三種氧的同素異形體參與循環：氧原子（O），氧氣分子（O2）和臭氧（O3），氧氣分子在吸收波長小於240奈米的紫外線後，被光解成兩個氧原子，每個氧原子會和氧氣分子組合成臭氧分子。臭氧分子會吸收波長為310-200納米的紫外線，又會分解為一個氧氣分子和一個氧原子，最終氧原子和臭氧分子結合形成兩個氧氣分子。
O + O3 → 2 O2
平流層中臭氧的總量則取決於上述光化學的過程。

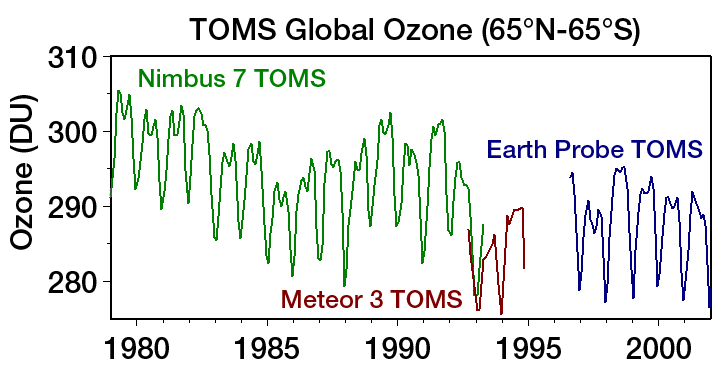
每月全球臭氧層平均厚度值（1DU =標準溫度和氣壓下10 微米厚度）

地球大氣分層示意圖

臭氧會被一些游離基催化形成氧氣而消失，主要的游離基有氫氧基（OH·），一氧化氮游離基（NO·），氯原子（Cl·）和溴原子（Br·）。這些游離基有自然生成的，也有人為造成的，其中氫氧基和一氧化氮主要是自然產生的，而氯原子和溴原子則是由於人類活動產生的，主要是一些人造物質，如氟氯烴和氟里昂，因為比較穩定，釋放到大氣中後，不會分解，而到平流層後在紫外線的作用下會則會分解，成為游離狀態。
CFCl3 + hν → CFCl2 + Cl
其中'h'为普朗克常数，'ν'为电磁波的频率。
游離氯和溴原子通過催化作用，會消耗臭氧。一個氯原子會和一個臭氧分子作用，奪去其一個氧原子，形成ClO ，使其還原為氧氣分子，而ClO會進一步和另外一個臭氧分子作用，產生兩個氧氣分子並還原成氯原子，然後繼續和臭氧作用。
Cl· + O3 → ClO· + O2
ClO· + O3 → Cl· + 2 O2
這種催化作用導致臭氧的進一步被消耗，直到氯原子重新回到對流層，形成其他化合物而被固定，例如形成氯化氫或氮氯化合物等，這一過程大約持續有兩年時間。溴原子對臭氧的被消耗甚至比氯原子更嚴重，不過好在溴原子的量比較少。其他鹵素原子，如氟和碘也有類似的效應，不過氟原子由於比較活躍，很快就能和水以及甲烷作用形成不易分解的氫氟酸，碘原子甚至在低層大氣中就被有機分子俘獲，這兩種元素對臭氧的被消耗沒有重要的作用。
一個氯原子大約能和十萬個臭氧分子作用，如果乘上每年人類向大氣釋放的氟利昂的量，可以想像其對臭氧層的破壞有多嚴重。

## 臭氧层被消耗的观测
从1970年代开始，根据臭氧总量卫星观测仪器（TOMS）的测量，发现南极地区的臭氧层在春季和初夏季迅速减薄，出现所谓的“破洞”。

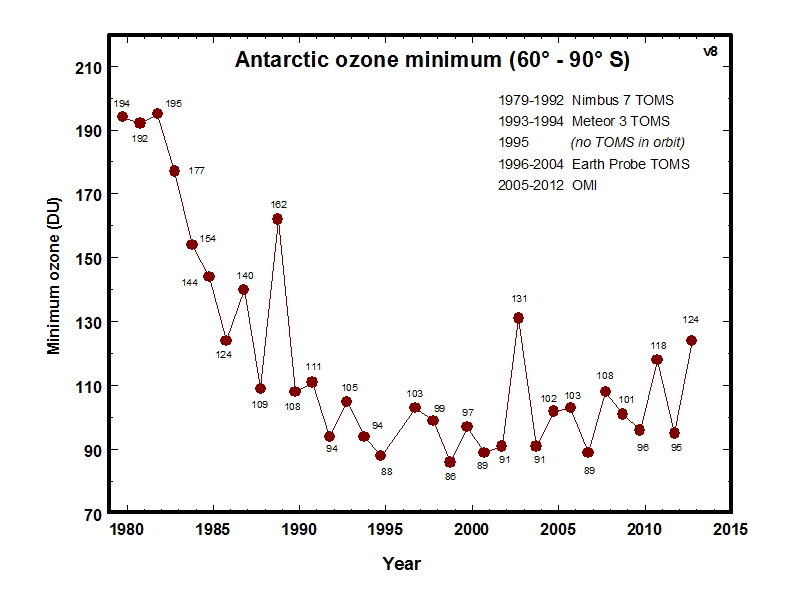
臭氧总量卫星观测仪器测量的按年份递减的臭氧层厚度值

最早於1985年報導的南極地區夏季上空的臭氧層減薄達70％，1990年代的九、十月份持續減薄40-50％; 北極上空每年的情況和南極不盡相同，最大於冬季和春季減薄30％。
极地上空平流层云的作用对加速臭氧被消耗有很大的影响，在极地寒冷的条件下很容易产生云层，以前的预测模式没有考虑到这点，只是按全球臭氧被消耗的情况来分析，所以南极上空突然出现的臭氧层破洞令科学家们震惊。
在中纬度地区上空，臭氧层只是被消耗而没有形成破洞，1980年以前，在北纬35–60°地区臭氧层只减薄了3%，在南纬35–60°地区减薄了6%，赤道地区臭氧层没有明显的被消耗。
臭氧层的被消耗也是平流层和上层同温层的温度降低的原因，平流层的温度是由于臭氧吸收紫外线造成的，臭氧减少温度自然会降低，温室气体的增加，使得地球表面散热慢，也会造成平流层温度有些降低，但主要原因还是臭氧减少造成的。
对臭氧层被消耗速度的预测意见并不一致，蒙特利尔议定书采纳的是世界气象组织的全球监测报告 （页面存档备份，存于），认为联合国环境署1994年对1994年-1997年阶段的预测有些过于夸大。

### 大气中的人造物质

#### 大气中的CFC
1920年代发明了氟利昂（CFC），主要用于空调、冰箱的制冷剂，喷雾设施（香水、杀虫剂等）的分散剂以及精细电器设备的清洁剂，由于其无毒、稳定、没有腐蚀性，在1980年代以前受到广泛应用，自然界从来也不存在这种物质，完全是人工合成的，并且在对流层的大气中相当稳定，但这些物质一旦进入平流层，在紫外线的作用下就会分解释放氯原子，成为分解臭氧的催化剂。
氟利昂从地面释放一般要15年才能到达大气上层，经过近一个世纪才能基本完全被分解消化，这一过程中，一个氟利昂分子可以消耗近十万个臭氧分子。

## 臭氧层破洞

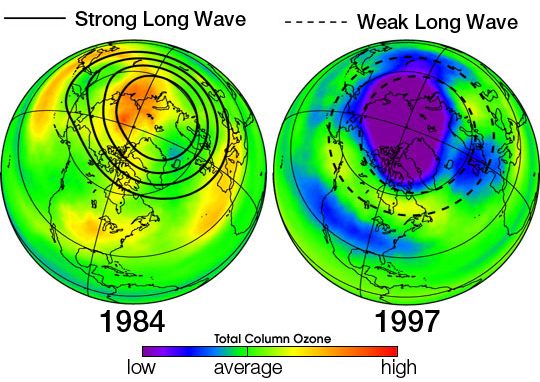
北极地区在比正常年份温暖的1984年和极端寒冷的1997年产生的臭氧层破洞情况

近年来，南极地区的臭氧层，比起1975年以前要削弱33%，每年春季，从9月至12月，强烈的西风在南极大陆造成极地涡旋，有50%以上的平流层臭氧被破坏。
如上所述，造成臭氧破坏的主要因素还是来源于含有氯原子的气体（主要是CFC和其他卤素碳化合物），这些卤素原子在气相条件下可以起到促使臭氧分解的催化剂作用，但如果存在于极地云层中，这种液相状态会明顯地促进其催化作用。
极地云层产生在冬季极端寒冷的条件下，极地冬季完全处于黑暗中，三个月不见阳光，温度达到-80℃以下，这种温度下形成的极地云层含有三种颗粒：硝酸的三水合物、迅速冷却的冰水混合物和缓慢冷却的冰水混合物，这些颗粒提供了发生化学反应的相面，促进了臭氧分解的催化反应。
本来氯原子是存在于相对稳定的化合物状态，如氯化氢（HCl）或氮氯化合物（ClONO2），但在云的颗粒中，这些化合物被分解为相对活跃的Cl以及ClO，云层还能将空气中的二氧化氮（NO2）合成硝酸，从而将ClO重新合成ClONO2，并再次释放出氯原子。
冬季虽然云层储存了大量的化合物，但没有阳光，所以并没有发生化学反应，一旦春季阳光出现，云层中的冰融化，上述化学反应迅速发生，释放大量的氯原子，臭氧层被破坏，到了12月末，极地涡旋崩溃，极地云层消失，平流层下层上升气流带去大量的臭氧分子，破洞被填补。
上述反应主要发生在平流层下层，是破坏臭氧的主要原因，而发生在平流层上层气相中的反应，破坏的臭氧反而相对比较少。

### 对臭氧层被消耗的关注
南极臭氧层破洞对全球臭氧层被消耗的贡献只是很少的部分，大约为每十年的4%，但却引起很大的关注，主要是因为：
- 在1980年代预测的臭氧层损耗60年内约为7%。
- 1985年突然发现了这个破洞，引起媒体很大反响，认为这种速度的臭氧被消耗可能是测量出现误差。[19]
- 许多人担心这种破洞可能也会在其他地区出现，但是经过观测，在北极只出现非常小的空涡旋，中纬度地区虽然臭氧也被消耗，但规模要小得多（4%-5%左右）。
- 如果条件进一步恶化（平流层温度下降、产生更多的极地平流层云层、出现更多的活跃氯原子等），全球臭氧被消耗进程将加快。全球变暖的理论认为，平流层的温度会下降。[20]
- 当南极的臭氧层破洞崩溃时，臭氧已经被消耗的气流会蔓延到附近地区，曾经在新西兰测量到在这个时段臭氧水平下降了10%。[21]

## 臭氧层被消耗的后果
臭氧层可以吸收波长为315–280纳米的紫外线，所以臭氧层的被消耗会导致增加这种紫外线对地面的辐射，会对地面生物造成一定的危害，而臭氧被消耗主要原因是CFC，这也是蒙特里尔议定书限制生产CFC的起因。但对人类会增加皮肤癌的患病几率没有直接的统计数据，因为波长为400–315纳米的紫外线暴露过度也会增加患皮肤癌的风险，而这种紫外线是臭氧层无法阻挡的。

### 紫外线辐射的增加
臭氧虽然在大气中含量很少，但对吸收紫外线起了很大的作用，紫外线通过臭氧层时相对于臭氧浓度和厚度成指数衰减，臭氧层的被消耗必定会造成地面接受紫外线的增加，通过破洞的紫外线量虽然可以测量出来，但因为缺乏历史测量数据，无法计算究竟增加多少。
虽然紫外线的增加也同时会在大气下层促使更多的氧分子转换为臭氧，但因为在下层的转换要比上层慢得多，所以总体来说臭氧层的破坏还是会造成地面紫外线的增加。

### 对生物的影响
虽然公众非常关心由于臭氧被消耗而引起的紫外线和微波辐射增加的影响，但全球总体上紫外线的增加幅度非常小，没有明显的证据证明对总体生物有重要影响，但在部分区域，尤其是南极破洞扩大的地方，如澳大利亚南部、紐西蘭、智利、阿根廷和南非等地，可能更引起环境保护工作者的关注。

#### 对人类的影响
高能量的紫外线（波长为315–280纳米）可以导致皮肤癌，另外低层大气（对流层）臭氧增加也会对人类健康产生危害。
1. 鳞状细胞癌和基底细胞癌 — 是最常见的皮肤癌，和被高能量的紫外线辐照关系非常密切。紫外线使DNA分子中的碱基嘧啶形成二聚体，导致DNA复制时出现错误。这种病虽然死亡率不高，但也需要即时接受外科手术。根据流行病学的统计数据，平流层中的臭氧每减少1%，皮肤癌的发病率会增加2%。
2. 恶性黑色素瘤 — 是另一种皮肤癌，虽然比较少见，但更为致命，死亡率能达到15–20%，此病和紫外线的关系尚不明了，经过用鱼做的试验，证明90-95%的发病和普通紫外线以及可见光有关，用负鼠做的试验则证明和高能量的紫外线关系密切，所以很难确定和臭氧层被消耗之间的关系。有一个研究证明高能量的紫外线辐射每增加10%，可导致恶性黑色素瘤男人发病率增加19%，女人增加16%。根据对智利最南端的蓬塔阿雷纳斯人群调查，在臭氧层被消耗的7年间，恶性黑色素瘤发病率增加了56%，其他皮肤癌发病率增加了46% 。
3. 白内障 — 实验研究证明紫外线和白内障的发病率有关。对白种人的调查，长期暴露在阳光下，和白内障发病率增加有关，对男人的影响比对女人影响大，没有对黑种人的调查数据，不过黑人的白内障发病率比白人要高。
4. 对流层臭氧增加— 臭氧由于其强氧化性，对人体有毒害作用，紫外线作用到汽车尾气也会产生臭氧。

#### 对动物的影响
伦敦动物协会的科学家们在2010年11月的报告中称美国加利福尼亚沿海的鲸受阳光伤害的病例有显著上升，“估计可能与臭氧层破洞有关”。
对150头鲸表皮的活组织检查“普遍存在被强烈阳光造成的表皮损伤”，DNA中存在被紫外线损伤的细胞，结论为可能是“由于臭氧层破洞造成的紫外线辐射增强引起的表皮损伤，和近使年来人类皮肤癌患者增加的情况相似。”

#### 对农作物的影响
有的重要经济作物，例如水稻，根部有共生的蓝藻，为其固定氮，蓝藻对紫外线非常敏感，所以紫外线的增强必定会对作物造成影响。

## 政策对策

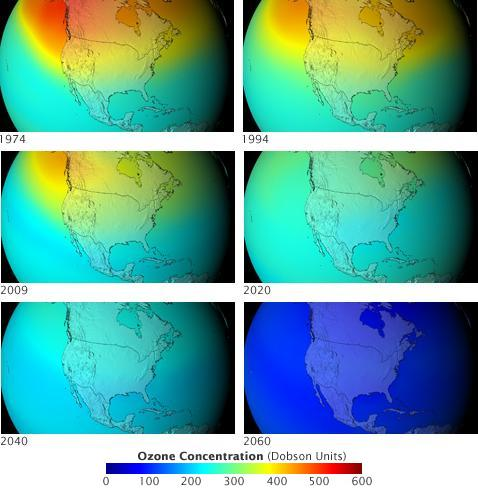
在如果不禁止生产氟利昂的情况下，NASA对臭氧层被消耗的预测

1976年，美国国家科学院的报告肯定了对臭氧层被CFC破坏的假设，美国、加拿大和北欧等国开始限制在喷雾设施中使用CFC作为分散剂。1978年，美国禁止使用CFC分散剂，但欧盟不同意，美国也仍然在冰箱制冷和干洗领域继续使用CFC，不过全世界的CFC生产总量有所下降，到1986年回落到1976年的水平。 
1985年20国签定了保护臭氧层维也纳公约，1987年，43个国家签定了蒙特利尔议定书，生产厂家也开始转产，因为“专利权再也不保护他们了，但同时也为他们提供了一个机遇，去寻找新的、更能赢利的替代产品。”1993年，杜邦公司关闭了他们的CFC生产厂。
蒙特利尔议定书的签约国家约定从1993年开始，逐渐停止使用CFC作为制冷剂，到1999年要在1986年的水平上削减50%的使用量。在1990年的伦敦会议上，决定发达国家到2000年，发展中国家到2010年，除了只有少量应用在治疗哮喘时作为吸入剂外，全面禁止使用CFC和灭火剂哈隆。1992年在哥本哈根会议上，全面禁止的日期提前到1996年，同时将禁止产品增加了甲基溴，一种农业上应用的熏蒸剂，发达国家应该向发展中国家提供专家、技术和资金的援助。但作为例外的少量允许使用的产品仍然受到批评。
氟利昂可以被含氢氟氯烃（HCFC）或氢氟烃（HFC）所取代，这些产品虽然也会产生温室气体，但不会破坏臭氧层，此外还有多种可替代产品。

## 臭氧层被破坏的趋势

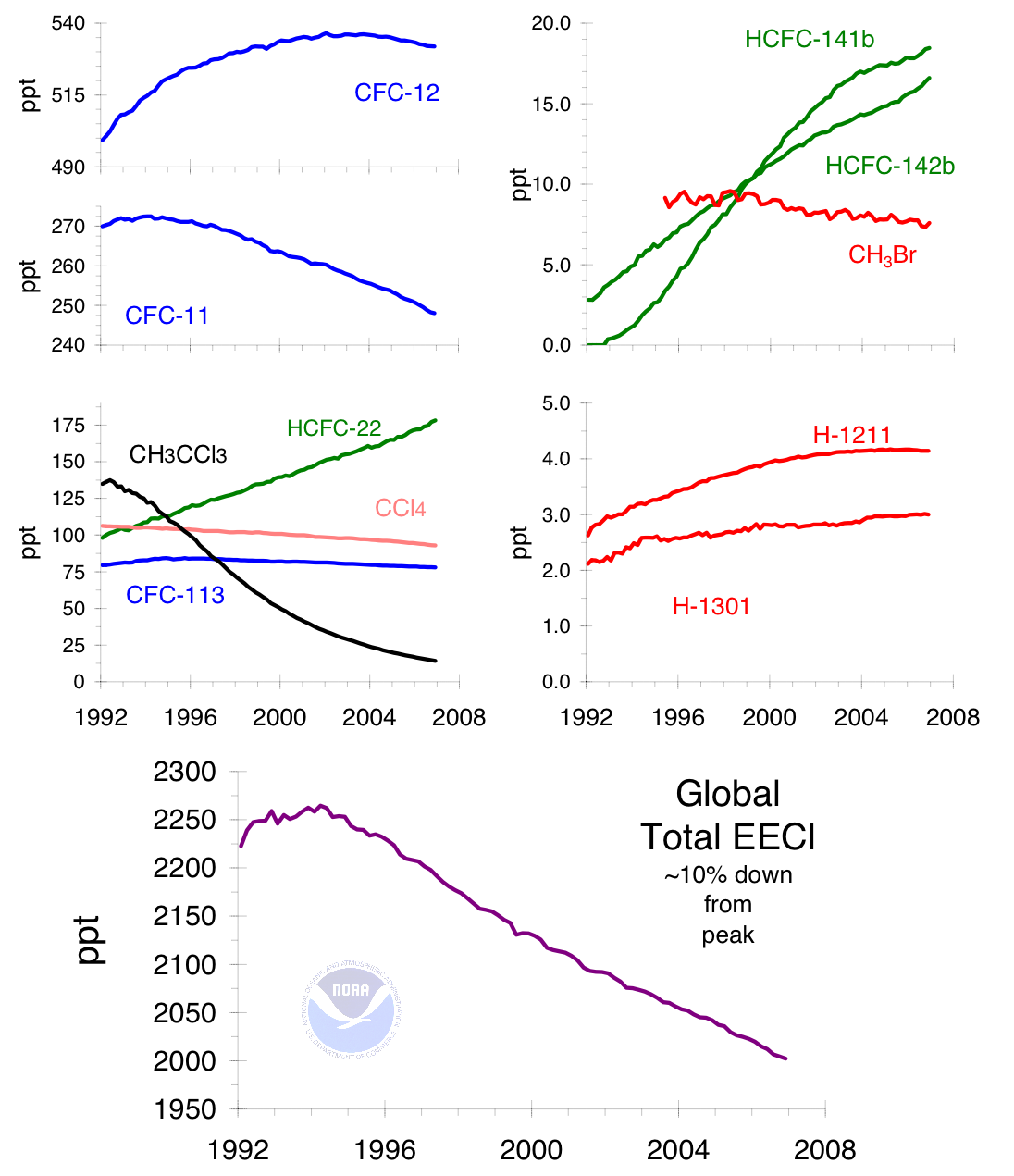
随着CFC和甲基溴被禁止，总的破坏臭氧层气体的下降趋势

随着蒙特利尔议定书的严格执行，破坏臭氧层的气体释放趋势也得到缓解，经过1994年的峰值以后，一直是下降趋势，到2008年，氯原子等值气体（EECI，相当氯+45至60倍的溴），已经下降了10%，估计到2015年，南极臭氧层破洞会从目前的二千五百万平方千米减少约一百万平方千米，破洞全部恢复恐怕要到2050年才能实现，到2024年才可能测定出臭氧层的恢复情况，到2068年才有可能恢复到1980年的水平。
2004年11月南极平流层底层平均温度较高，臭氧层破洞结束比往年要早2-3个星期。
2005年政府间气候变化专门委员会对臭氧问题会议认为全球臭氧被消耗已经稳定下来，虽然每年情况并不同，尤其极地问题较大，但如果蒙特利尔议定书能够被严格执行，在未来十年间可以逐步得到恢复。
2006年北极冬季气温接近正常年份，卫星探测显示，北极臭氧层只比北半球平均值略低，2006年3月北极并没有出现破洞，只有3月17日至19日3天时间，在格陵兰到斯堪的那维亚半岛地区上空短暂低于300DU现象。
以臭氧层厚度低于220DU作为破洞的边界，南极在2006年8月20日时破洞范围最小，以后迅速扩大，9月24日达到峰值为二千九百万平方千米，从9月7日至10月13日，NASA报告日平均破洞范围为2600万km²，臭氧层厚度最低于10月8日达到85DU，当年南极气温为自1979年有全面记录以来最低，臭氧层水平也是最糟糕的。
厄瓜多尔民间太空局发布一个报告，总结了28年从全世界10个卫星和十几个地面观测站得到的数据，证明赤道附近的紫外线辐射远比以前认为的要高，一些大城市已经达到24UVI，世界卫生组织规定的紫外线指数达到11UVI已经是对人类健康有很大危险，报告结论是臭氧层被消耗已经威胁到低纬度地区。后来秘鲁太空局也独立的进行研究，得出和厄瓜多尔同样的结论。
南极臭氧层被消耗可能会持续一段时间，到2020年，南极平流层底层的臭氧会增加5%-10%，到2060-2075年会恢复到1980年的水平，比以前的预测可能还要晚10-25年，主要因素是气流变化可能导致氮氧化物被吹到平流层上层，再有是发展中国家对消耗臭氧层物质使用的不确定性。
2021年9月16日，歐盟「哥白尼大氣監控系統」（Copernicus Atmosphere Monitoring Service）表示，南極洲上空的臭氧層破洞大幅擴張，面積已超過了整個南極洲。
2023年1月9日，一个由联合国支持的专家组在美国气象学会第103次年会上表示，如果当前政策保持不变，预计南极上空、北极上空、世界其他地区的臭氧层将分别于2066年左右、2045年、2040年恢复到1980年的水平（臭氧洞显现之前）。

## 研究发现过程
关于地球上空平流层臭氧层的生成原理，最早是于1930年由英国数学家兼地理学家西德尼·恰普曼（Sydney Chapman）发现的。1950年，爱尔兰数学家兼物理学家大卫·贝特斯（David Bates）和比利时气象学家马塞尔·尼古拉（Marcel Nicolet）证明了自由基OH和NO会催化分解臭氧，这两种自由基是自然界中存在的，如果没有这两种自由基的存在，臭氧层会比现有的厚两倍。
1970年，保罗·克鲁岑发现土壤中的细菌会产生一种稳定的气体一氧化二氮（N2O），这种气体会在平流层中分解为NO，克鲁岑证明一氧化二氮稳定的寿命足可以使其保持达到平流层，农业过度使用肥料会产生过多的一氧化二氮，破坏臭氧层。另外克鲁岑和美国化学家哈罗德·约翰逊（Harold S. Johnston）各自独立的证明超音速飞机也会产生 NO破坏臭氧层。
1974年弗兰克·舍伍德·罗兰和他的博士后助理马里奥·莫利纳提出一个假说：稳定的卤素化合物，如CFC可能和一氧化二氮有同样的破坏臭氧层的作用，詹姆斯·洛夫洛克在1971年南太平洋的一次旅行中发现，CFC自从1930年代被发明后，始终存在于大气中，多名科学家也证明了氯原子对臭氧的分解催化能力甚至大大高于NO。
罗兰-莫利纳假说引起生产CFC企业的不满，杜邦董事长宣称“这简直就是科幻故事......一派胡言......胡说八道”，发明喷雾罐的精细阀门公司总经理向他们大学写信投诉。但仅过了三年，他们的假说就被实验室工作和平流层的观测所证实。
克鲁岑、罗兰和莫利纳因为他们的发现共同获得了1995年的诺贝尔化学奖。

### 臭氧层破洞
最早正式公布南极臭氧层破洞的是由英国南极勘测局的科学家在1985年5月份的《自然》杂志上发表的文章，因为他们观测的破洞比以前估计的要大得多，在科学界引起震惊，同时卫星测量也显示出同样的结果，实际卫星数据在1976年就已经观测到这个破洞，但当时的质量控制算法认为存在误差，认为结果是错误的，直到卫星在原地多次测定的数据被证实。
南极上空臭氧层破洞是由于极地涡旋造成，云层中的反应和气体中完全不同，这种结论被实验室、飞机高空实验和对南极平流层的高空ClO浓度观测等所证实。
在世界各地的地面观测网的数据证明，除了热带地区以外的所有地区大气上空臭氧层都有所被消耗，这个结论被卫星数据证实，因此主要卤素碳化物的生产国开始逐步淘汰CFC和哈隆的生产，直到1996年完全停止生产。
联合国环境署从1981年开始关于臭氧层的科学评价报告，主要依据卫星观测结果，2007年的报告显示，臭氧层破洞正在逐步萎缩，当年的破洞已经是近十年来最小的。2010年的报告说：“在过去十年间，全球和南极地区的臭氧层没有继续被消耗但也没有增加……在本世纪中叶极地的臭氧层有望恢复到1980年以前的状态……不过南极春季臭氧层破洞的恢复还要更慢。”

## 臭氧层被消耗和全球变暖
从五个方面说明臭氧层被消耗和全球变暖之间的关系：

人为排放的温室气体和其他物质造成的辐射强迫

- 辐射压力是指平流层和对流层之间的辐射度，正值可使大气变暖，负值可使大气变冷。CO2的辐射压力可使全球变暖，但能使平流层变冷。[61]这种变冷效应，会增加极地臭氧层被消耗速度和产生破洞的次数。[62]
- 臭氧层的被消耗，会减少平流层吸收太阳辐射的能力，因此造成平流层变冷和对流层变暖；但变冷的平流层放出的长波射线更少，所以对对流层的综合效应是使其温度下降。政府间气候变化专门委员会的结论是：“在过去的20年间，平流层臭氧被消耗对对流层的影响是使其温度下降，[10]辐射压力约为每平方米−0.15 ± 0.10瓦特（W/m²）。[63]
- 对温室效应的预测是平流层温度会下降。[61]但究竟温室气体和臭氧层被消耗各对平流层温度下降贡献有多大比例需要进行实验室工作来确定，根据美国国家海洋和大气管理局的地球物理流体力学实验室的实验结果，在20千米以上高空，还是温室气体对变冷贡献大。[64]
- 消耗臭氧层的物质，同样也是一种温室气体，产生的辐射压力为0.34 ± 0.03 W/m²，约占全部温室气体增加的辐射压力的14% [63]。
- 几种长期预测模式都是以1980年为基准，有的计算臭氧破坏达78%，有的认为是89%，恢复破洞需要75至150年。但所有的预测都没有计算入平流层飞行器消耗化石燃料造成的效应。

## 对臭氧層破洞的误解
CFC比重太大，所以不可能到达平流层
一般认为CFC分子比空气（氮气或氧气）重，所以不会有多少能到达平流层。但实际大气分层并不是取决于比重，风力可以将大气中的气体混合，虽然CFC比重大，但寿命长，非常容易被旋风卷到上层大气中。（请问在平流层，风为水平方向运动，那里几乎没有垂直方向的对流，水平方向的风不可能把CFC带到平流层，更不可能带到这种高度）
人为产生的氯相对于自然产生的无足轻重

平流层中氯原子的来源，15%+3%为自然产生，其他为人为造成。

另一种误解认为“对流层中自然产生的氯要比人为产生的多4-5倍”，事实确实如此，但对流层中由于海洋中盐分蒸发产生的氯很容易被雨水冲刷溶解，不可能到达平流层；但CFC不可能溶解，而且寿命相当长，可以到达平流层，平流层中主要是卤烃对破坏臭氧层起主要作用，其中只有氯甲烷是自然产生的，只贡献不到20%的氯分子，其余都是人为产生的。
强烈的火山爆发也可以向平流层喷发出HCl，但研究证明相对CFC来说，并不重要。
臭氧层破洞产生在CFC发生源上空

有人认为臭氧层破洞只发生在CFC发生源上空，实际CFC在对流层和平流层已经被充分的混合，在南极上空产生破洞并不仅因为CFC浓度高，而是主要因为低温造成的极地平流层云层促使化学反应加剧。在地球的其他地方也曾经出现过一些破洞。
臭氧层破洞就是在臭氧层出现的“洞”
实际并不是真正意义上的“洞”，只是在平流层下方的臭氧被破坏，在平流层上方并没有受到影响，但相对下方的陆地来说，上方的臭氧减少了50%以上。

## 保護臭氧層國際日
1994年，联合国大会确定以1987年签署蒙特利尔议定书的日子，即每年的9月16日为保護臭氧層國際日。